# Perth Scorchers
Die Perth Scorchers sind ein australisches Cricketteam, das in der Big Bash League spielt. Das Heimatstadion ist das Perth Stadium in Perth. Bisher konnte das Team die Big Bash League dreimal gewinnen.

## Geschichte
Die Perth Scorchers wurden 2011 mit der Einführung der Big Bash League gegründet. Am 6. April 2011 wurden sie zusammen mit den anderen Teams der Liga vorgestellt und die Farbe Orange zugewiesen. Als Heimstadion wurde der WACA Ground festgelegt. Als Kapitän wurde Marcus North ernannt. Als Überseespieler verpflichteten sie den Engländer Paul Collingwood und den Südafrikaner Herschelle Gibbs. In der ersten Saison gelang dem Team die Vorrunde bei fünf Siegen und zwei Niederlagen für sich zu entscheiden. Im Halbfinale trafen sie auf die Melbourne Stars, gegen die sie mit 11 Runs gewannen. Im Finale spielte Perth gegen die Sydney Sixers verloren jedoch mit sieben Wickets. Mit dem Finaleinzug qualifizierte man sich für die Champions League Twenty20 2012, bei der man jedoch in der Vorrunde ausschied.
Zur neuen Saison wurden unter anderem Pat Cummins und Albie Morkel verpflichtet. Die Saison 2012/13 verlief ähnlich wie die vorhergehende. Zunächst qualifizierte man sich mit dem zweiten Platz in der Vorrunde fürs Halbfinale. Dort wurde in einem vom Regen beeinflussten Spiel abermals die Melbourne Stars mit 8 Wickets (D/L) geschlagen. Im Finale scheiterte man dieses Mal gegen die Brisbane Heat mit 34 Runs. Bei der folgenden Champions League scheiterte man abermals in der Vorrunde.
Zur Saison 2013/14 wurde der Pakistaner Yasir Arafat verpflichtet. In der Vorrunde wurde, mit einem dritten Platz, die bisher schlechteste Platzierung erreicht, die jedoch für den Halbfinaleinzug ausreichte. Dort wurden die Sydney Sixers mit, vor allem durch 112 erzielten Runs von Craig Simmons, mit 5 Runs (D/L) geschlagen. Im Finale stand das Team den Hobart Hurricanes gegenüber. Dank der beiden Marsh-Brüder (Mitchell und Shaun), die die entscheidenden Runs erzielten, gewann Perth das Spiel mit 39 Runs und damit ihren ersten Titel. In der folgenden Champions League scheiterte man auch bei der dritten Teilnahme in der Vorrunde.
Die nächste Saison wurde ein der Vorrunde, die man mit fünf Siegen und drei Niederlagen beendete, mit einem zweiten Platz abgeschlossen. Im Halbfinale traf Perth auf die Melbourne Stars und konnte sich mit 18 Runs durchsetzen. Das Finale, gegen die Sydney Sixers, wurde mit vier Wickets gewonnen und so der Titel erfolgreich verteidigt.
Die Saison 2015/16 wurde mit einem dritten Platz und abermals fünf Siegen und drei Niederlagen beendet. Im Halbfinale traf man auf die Melbourne Stars und verlor mit sieben Wickets. Damit war es die erste Saison, in der es nicht zum Finaleinzug reichte.

## Abschneiden in der Big Bash League
| Jahr    | Spiele | Siege | Niederlagen | No Result | Endplatzierung (Vorrunde) |
| ------- | ------ | ----- | ----------- | --------- | ------------------------- |
| 2011/12 | 7      | 5     | 2           | 0         | Finale (1/8)              |
| 2012/13 | 8      | 5     | 3           | 0         | Finale (2/8)              |
| 2013/14 | 8      | 5     | 3           | 0         | Sieger (3/8)              |
| 2014/15 | 8      | 5     | 3           | 0         | Sieger (2/8)              |
| 2015/16 | 8      | 5     | 3           | 0         | Halbfinale (3/8)          |
| 2016/17 | 8      | 5     | 3           | 0         | Sieger (1/8)              |
| 2017/18 | 10     | 8     | 2           | 0         | Halbfinale (1/8)          |
| 2018/19 | 14     | 4     | 10          | 0         | Vorrunde (8/8)            |
| 2019/20 | 14     | 6     | 8           | 0         | Vorrunde (6/8)            |